# Thurbrand
Thurbrand (Altenglisch Þūrbrand), genannt the Hold war ein Magnat in Northumbria am Beginn des 11. Jahrhunderts. Vielleicht in Holderness und East Yorkshire ansässig, ist Thurbrand als der Mörder von Uhtred, Earl of Northumbria, im Jahr 1016 bekannt. Thurbrand hat möglicherweise bereits 1009 eine Urkunde beglaubigt und Æthelreds Sohn Æthelstan Ætheling ein Pferd geschenkt. Es ist möglich, dass Holderness seinen Namen wegen Thurbrands Anwesenheit auf oder Besitz der Halbinsel erhielt.
Der Ermordung Uhtreds scheint Bestandteil des Krieges zwischen Sven Gabelbart und Knut dem Großen gegen den englischen König Æthelred gewesen zu sein, dessen nordumbrischer wichtigster Verbündeter Uhtred war. Dieser Mord ist die erste bekannte, wenn nicht gar auslösende Tat einer Blutfehde zwischen den Familien von Thurbrand und Uhtred, die bis in die Zeit von Waltheof II., Earl of Northumbria hineinreicht.

## Hintergrund
Thurbrands hatte seine aktive Zeit unter den Königen Æthelred (978–1016), Sven (1013–1014) und Knut (1016–1035). Die Historia Regum und Chronik des Johannes von Worcester bezeichnen Thurbrand als „dänischen Adligen“ (nobilo et Danico viro). Sein Titel eines „Hauld“ gehört zu einem Amt, von dem das Norðleoda laga ("Gesetz der Nordleute") sagt, er sei – in Wergeld gemessen – dem eines königlichen High-reeve (Altenglisch: hēahgerēfa) gleichgestellt, über dem Thegn und unterhalb des Ealdorman. Es ist naheliegend, dass Thurbrand Holderness regierte (siehe unten).
In einer Urkunde von 1099, mit der König Æthelred Land in Derbyshire an einen Thegn namens Morcar gibt, ist Thurbrand der 26. auf der Liste der Zeugen. Im Testament Æthelstan Æthelings von 1014 wir ein Þurbrand erwähnt, der dem ætheling ein Pferd gegeben habe. Es ist möglich, dass es sich in beiden Fällen um Thurbrand the Hold handelt.
Nach der Abhandlung De obsessione Dunelmi vom Ende des 11. oder Anfang des 12. Jahrhunderts war Thurbrand der „Hauptfeind“ von Styr, Sohn von Ulf. Die gleiche Quelle sagt, Styr sei ein wohlhabender Bürger gewesen, vielleicht aus York, und gemäß der Historia de Sancto Cuthberto und Libellus de exordio war er für die Schenkung von Darlington und anderen Grundstücken an die Kirche von Durham bekannt. De Obsessione sagt, dass der Earl der Nordumbrer Uhtred Styrs Tochter Sige unter der Bedingung zur Frau bekam, dass er Thurbrand töten werde, also „eine Art Auftragsmörder“ war. Es stellt sich jedoch heraus, dass Uhtred seine Aufgabe nicht erfüllte – obwohl angenommen wird, dass er es versucht hat –, da Thurbrand selbst Uhtred tötete.

## Die Ermordung Uhtreds
De Obsessione erzählt, dass Uhtred die Tochter des Königs zu seiner neuen Frau genommen hatte, vielleicht als Teil eines Abkommens, das der König geschlossen hatte, um die Loyalität von Uhtred gegenüber Sven Gabelbart und Knut zu sichern oder auch als Belohnung für bereits nachgewiesene Treue. De Obsessione beschreibt weiter Earl Uhtreds Tod durch Thurbrand:  
Nach dem Tod von König Æthelred, als Knut das ganze Königreich England in die Hand genommen hatte, sandte er an den Grafen [Uhtred], befahl ihm, zu ihm als seinen neuen Herrn zu kommen. Er tat dies, nachdem er sicheres Geleit für seine Reise und Rückkehr akzeptiert hatte. Am festgesetzten Tag betrat er das Wiheal in Anwesenheit des Königs, um Friedensbedingungen zu verhandeln; durch den Verrat Thurbrands, eines mächtigen Thegn des Königs, bekannt als „the Hold“, sprangen die Soldaten des Königs, die sich hinter einem Vorhang über die Breite des Saals verteilt hatten, plötzlich in Kettenpanzern hervor und schlachteten den Earl und vierzig seiner Hauptleute ab, die mit ihm eingetreten waren.
 Die Angelsächsische Chronik (Version C, D und E), Johannes vor Worcesters Chronik und die Historia Regum fügen hinzu, dass einer der mit Uhtred getöteten Adligen Thurcytel, Sohn von Nafena, war. Die Quellen weisen darauf hin, dass Knut hinter dem Mord gesteckt hatte, dem die Ernennung von Erik Håkonsson zu Earl folgte.
Die Ermordung wurde auf 1016 datiert, da dies das Jahr ist, in dem es in der Angelsächsischen Chronik, der Chronik des Johannes von Worcester und der Historia Regum notiert ist. Der Historiker A. A. M. Duncan hat argumentiert, dass dieses Datum unzuverlässig sei. Die Angelsächsische Chronik, die eng als Quelle in der Historia Regum und die Worcester-Chronik zu diesem Eintrag widerscheint, sagt nicht, dass Uhtred in diesem Jahr gestorben ist, nur dass Uhtred und Thurcytel später getötet wurden, obwohl sie sich in diesem Jahr Knut unterworfen hatten. Der Ort des Verbrechen wird mit Wiheal angegeben, das mit Wighill identifiziert wurde, einem Ort nordwestlich der Römerstraße im Norden von Tadcaster und südlich von York. Die Identifizierung ist aber nicht sicher, da die frühe Schreibung von Wighill (d. h. Wichele) nicht an unbedingt an resemble De Obsessiones Wiheal erinnert. Eine andere Möglichkeit ist Worrall bei Sheffield, das im Domesday Book Wihala und Wihale genannt wird.

## Tod und Vermächtnis
Wenn De Obsessione geglaubt werden soll, fand Thurbrand seinen Tod durch die Hand von Uhtreds Sohn, Ealdred. Dies soll um 1024 geschehen sein. Einer von Thrubrands Söhnen war Carl, der vier Söhne hatte; zwei von ihnen sind namentlich bekannt, Knut und Sumarlithr, der älteste soll Thurbrand von Settrington gewesen sein, dessen Land nach der normannischen Eroberung Nordumbrias im Besitz von Berengar de Tosny war. Da einige von Thurbrands Nachkommen, insbesondere Knut, Land auf der Halbinsel Holdernesse in East Yorkshire besaßen, wurde vermutet, dass Thurbrand the Hold derjenige gewesen sein könnte, von dem die Halbinsel ihren Namen erhielt, "Kap des Hauld".
Ealdred wurde von Carl getötet, zwei von Carls Söhnen im Gegenzug von Ealdreds Enkel Waltheof II., Earl of Northumbria Die generationenübergreifende Blutfehde hinter all diesen Morden sind das Thema von Richard Fletchers Bloodfeud: Murder and Revenge in Anglo-Saxon England von 2002. Kapelle hingegen hat argumentiert, dass diese Ereignisse keine von Anfang an existierende Blutfehde bedeuten. Er glaubt, dass der Streit zwischen Uhtred und Thurbrand das Ergebnis von Uhtreds Versuch war, Yorkshire zu kontrollieren, und dies später zu einer Blutfehde führte. William M. Aird und andere Historiker haben festgehalten, dass Thurbrand eine „skandinavische Partei“ und Uhtred eine „Wessex-Fraktion“ darstellte, während der Streit im Allgemeinen als Beweis für die Spannung zwischen einem „englischen“ und einem „dänischen“ Nordumbrien südlich des Flusses Tees angesehen wird.